# The Amazing Screw-On Head
The Amazing Screw-On Head is een one-shot-stripalbum van Mike Mignola uit 2002. In 2006 is er een pilotaflevering van gemaakt voor Sci-Fi Channel, maar de serie werd niet opgepakt. Het is een zwarte komedie en alternatieve geschiedenis die zich afspeelt in de Verenigde Staten tijdens de regering van Abraham Lincoln. In 2003 won het album een Eisner Award in de categorie Best Humor Publication.
Screw-On Head is een robothoofd dat op verschillende lichamen geschroefd kan worden. Hij werkt in het geheim voor de Amerikaanse overheid om Amerika (waarmee hij de hele wereld bedoelt) te beschermen tegen bovennatuurlijk kwaad. Abraham Lincoln geeft hem opdracht achter Keizer Zombie aan te gaan, een ondode occultist. 
Keizer Zombie heeft een oud handschrift gestolen dat toegang geeft tot de graftombe van Gung the Magnificent die een juweel zou bevatten dat bovennatuurlijke krachten zou verlenen. In plaats daarvan treft hij een knolraap aan met een parallel universum erin. 
De knolraap bevat een halfgod die verschrikkingen verspreidt die "jullie zielige onbeduidende hersenen niet kunnen bevatten". Keizer Zombie geeft zijn keizerschap op om de halfgod te dienen, maar Screw-On Head verslaat de halfgod in een gevecht.